# Tórður Thomsen
Tórður Thomsen (ur. 11 czerwca 1986 w Runavík na Wyspach Owczych) – farerski piłkarz, występujący na pozycji bramkarza w klubie piłkarskim B36 Tórshavn oraz w reprezentacji Wysp Owczych.

## Kariera klubowa
Thomsen rozpoczynał karierę klubową w drugim składzie klubu NSÍ Runavík, gdzie zadebiutował 3 sierpnia 2003 roku w meczu przeciwko HB II Tórshavn (2:1). Od tamtej pory do roku 2005 zagrał w czternastu meczach, a następnie przeniósł się do ÍF Fuglafjørður, występującego wówczas w najwyższej klasie rozgrywek na Wyspach Owczych. Po raz pierwszy bronił w pierwszej lidze 27 czerwca 2005 roku w przegranym 0:2 meczu przeciwko B36 Tórshavn. Rozegrał wówczas pełne spotkanie. Dla klubu wystąpił łącznie siedem razy, w tym w przegranym 1:4 finale Pucharu Wysp Owczych przeciwko GÍ Gøta.
W 2006 roku Thomsen przeniósł się do B68 Toftir, gdzie zadebiutował 2 kwietnia w meczu pierwszej kolejki przeciwko EB/Streymur (1:2). Zagrał łącznie w dwudziestu siedmiu meczach, a jego klub zajął przedostatnie miejsce w tabeli i spadł do niższej ligi. Następnie przeniósł się z powrotem do NSÍ Runavík, gdzie początkowo grał w drugim składzie. W pierwszej drużynie zadebiutował 12 sierpnia 2007 roku w wygranym 2:0 meczu przeciwko AB Argir, kiedy w dziewiętnastej minucie zastąpił Jensa Martina Knudsena. Od kolejnego sezonu został pierwszym bramkarzem drużyny. Łącznie zagrał dla klubu w trzydziestu trzech meczach.
W maju 2009 roku Thomsen został wypożyczony do AB Argir, którego bramkarz Heðin Stenberg został kontuzjowany i musiał zawiesić grę do końca sezonu. Po raz pierwszy wystąpił w półfinałowym meczu Pucharu Wysp Owczych 2009 przeciwko EB/Streymur (1:4). Do końca sezonu zagrał w dziewiętnastu spotkaniach, a w październiku podpisał z klubem kontrakt na dwa lata. Pozostał tam jednak jedynie do połowy roku 2010, kiedy przeszedł do HB Tórshavn. Dla nowego klubu zagrał łącznie w ośmiu spotkaniach i zdobył z nim tytuł mistrza kraju.
W listopadzie 2010 roku Thomsen podpisał kontrakt z klubem B68 Toftir, a już miesiąc później znalazł się na okresie próbnym w islandzkim BÍ/Bolungarvík. Ostatecznie pozostał jednak na Wyspach Owczych, debiutując w nowej drużynie 2 kwietnia 2011 roku w meczu Pucharu Wysp Owczych 2011 przeciwko FC Hoyvík (5:0). Do końca roku zagrał w dwudziestu dziewięciu meczach w barwach B68 Toftir.
Przenosiny do Danii sprawiły, że w 2012 roku Thomsen musiał opuścić swój klub. Został na ten czas zawodnikiem SC Egedal. Po powrocie na Wyspy Owcze, w lipcu 2012 roku dołączył do składu ÍF Fuglafjørður, gdzie jednak został drugim bramkarzem po Jákupie Mikkelsenie. Zadebiutował 1 sierpnia w wygranym 4:1 meczu przeciwko Víkingur Gøta, a później zagrał jeszcze w dwóch spotkaniach.
Od grudnia 2012 roku Tórður Thomsen jest zawodnikiem B36 Tórshavn. Wystąpił w nim dotąd w stu siedmiu meczach, a zadebiutował 10 marca 2013 roku w zremisowanym 1:1 meczu przeciwko HB Tórshavn. Dwukrotnie zdobył z nim także tytuł mistrza Wysp Owczych (2014 i 2015).

## Kariera reprezentacyjna
Tórður Thomsen zadebiutował w kadrze narodowej w meczu reprezentacji U-19 przeciwko Grecji (0:5) 8 października 2004 roku. Później był powoływany do innych drużyn młodzieżowych, jednak nie wystąpił w żadnym meczu. W seniorskiej kadrze zagrał 1 marca 2014 roku przeciwko Gibraltarowi, jednak spotkanie to nie zostało uznane przez FIFA, co sprawia, że zawodnik ten nie ma na koncie żadnego oficjalnego meczu w kadrze narodowej. Do reprezentacji powoływany jest od 2010 roku.

## Sukcesy

### Klubowe
B36 Tórshavn
- Mistrzostwo Wysp Owczych (2x): 2014, 2015

HB Tórshavn
- Mistrzostwo Wysp Owczych (1x): 2010

ÍF Fuglafjørður
- Finalista Pucharu Wysp Owczych (1x): 2005